# Ejin
Ejin tiếng Trung: 额济纳旗; bính âm: Éjìnà Qí, Hán Việt: Ngạch Tể Nạp kỳ) là một kỳ của minh Alxa, khu tự trị Nội Mông Cổ, Trung Quốc.

## Hành chính

### Trấn
- Đạt Lai Hô Bố (达来呼布镇)
- Đông Phong (东风镇)

### Tô mộc
- Tô Phách Náo Nhĩ (苏泊淖尔苏木)
- Tía Hán Đào Lai (赛汉桃来苏木)
- Mã Tông Sơn (马鬃山苏木)

### Khác
- Nông trường Ba Ngạn Đào Lai (巴彦陶来农场)

## Khí hậu
| Dữ liệu khí hậu của Ejin                | Dữ liệu khí hậu của Ejin | Dữ liệu khí hậu của Ejin | Dữ liệu khí hậu của Ejin | Dữ liệu khí hậu của Ejin | Dữ liệu khí hậu của Ejin | Dữ liệu khí hậu của Ejin | Dữ liệu khí hậu của Ejin | Dữ liệu khí hậu của Ejin | Dữ liệu khí hậu của Ejin | Dữ liệu khí hậu của Ejin | Dữ liệu khí hậu của Ejin | Dữ liệu khí hậu của Ejin | Dữ liệu khí hậu của Ejin |
| Tháng                                   | 1                        | 2                        | 3                        | 4                        | 5                        | 6                        | 7                        | 8                        | 9                        | 10                       | 11                       | 12                       | Năm                      |
| --------------------------------------- | ------------------------ | ------------------------ | ------------------------ | ------------------------ | ------------------------ | ------------------------ | ------------------------ | ------------------------ | ------------------------ | ------------------------ | ------------------------ | ------------------------ | ------------------------ |
| Trung bình ngày tối đa °C (°F)          | −3.2 (26.2)              | 2.9 (37.2)               | 10.6 (51.1)              | 19.8 (67.6)              | 27.2 (81.0)              | 32.6 (90.7)              | 34.8 (94.6)              | 32.4 (90.3)              | 26.3 (79.3)              | 17.2 (63.0)              | 6.5 (43.7)               | −2.1 (28.2)              | 17.1 (62.7)              |
| Tối thiểu trung bình ngày °C (°F)       | −16.7 (1.9)              | −11.9 (10.6)             | −4.3 (24.3)              | 4.1 (39.4)               | 11.3 (52.3)              | 17.2 (63.0)              | 20.0 (68.0)              | 17.6 (63.7)              | 11.0 (51.8)              | 2.1 (35.8)               | −7.3 (18.9)              | −14.8 (5.4)              | 2.4 (36.3)               |
| Lượng Giáng thủy trung bình mm (inches) | 0.3 (0.01)               | 0.1 (0.00)               | 1.4 (0.06)               | 1.3 (0.05)               | 1.9 (0.07)               | 3.8 (0.15)               | 7.8 (0.31)               | 7.6 (0.30)               | 4.4 (0.17)               | 3.5 (0.14)               | 0.4 (0.02)               | 0.4 (0.02)               | 32.9 (1.3)               |
| Nguồn:                                  |                          |                          |                          |                          |                          |                          |                          |                          |                          |                          |                          |                          |                          |